# John Murray (Eishockeyspieler, 1987)
John Murray (* 4. Juli 1987 in Lancaster, Pennsylvania) ist ein US-amerikanisch-polnischer Eishockeytorhüter, der seit 2021 beim GKS Katowice in der Polska Hokej Liga unter Vertrag steht.

## Karriere

### Club

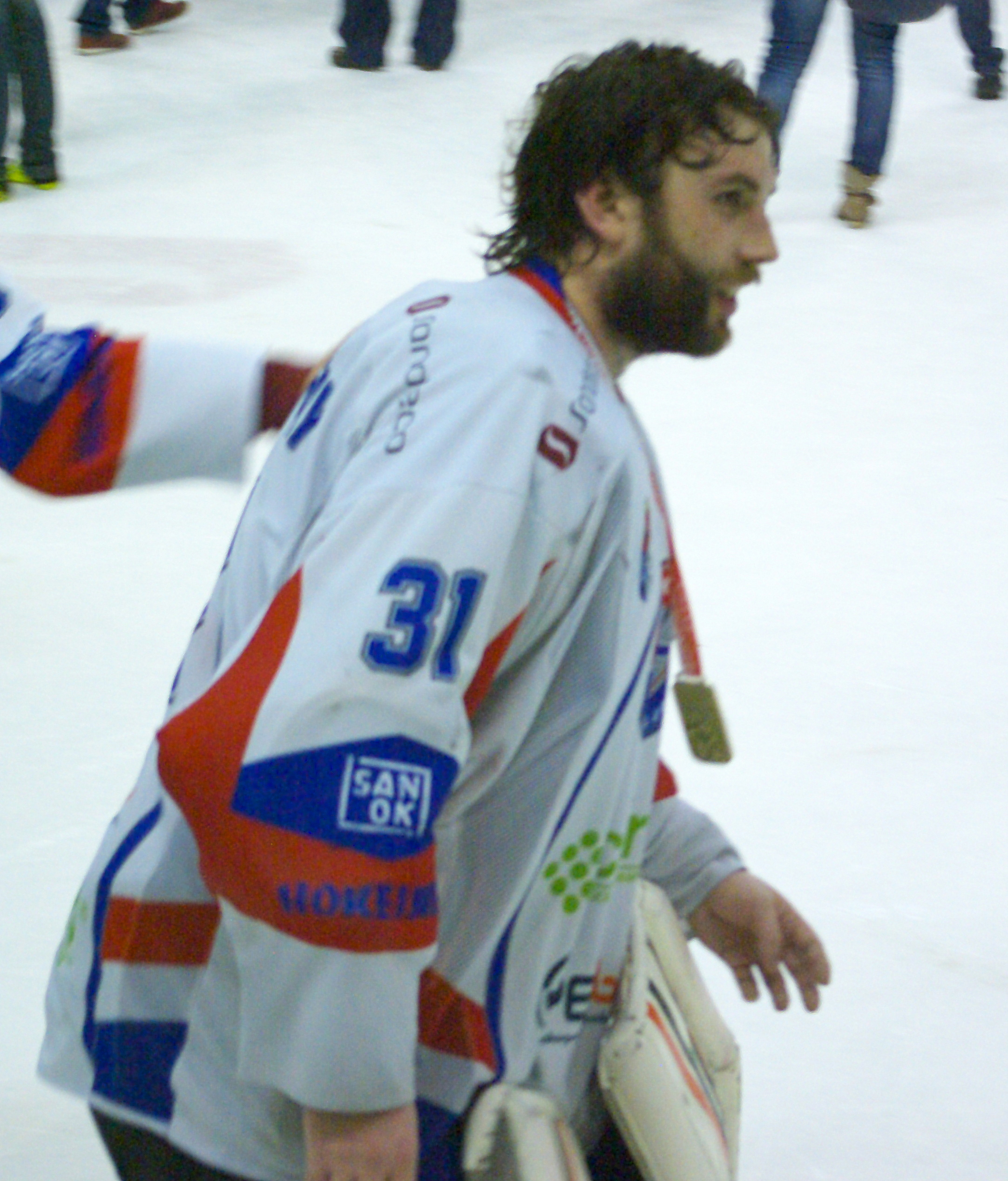
Murray im Trikot des KH Sanok (2014)

John Murray begann seine Karriere in Nachwuchsmannschaften seiner nordamerikanischen Heimat. Im Sommer 2003 wurde er beim USHL Entry Draft von den Danville Wings in der zehnten Runde als insgesamt 110. Spieler ausgewählt. Er wechselte jedoch zunächst zu den Youngstown Phantoms in die North American Hockey League (NAHL). 2004 wechselte er doch noch in die USHL, aber nicht zu den Wings, sondern zur Sioux Falls Stampede. Dort hält er bis heute mehrere Franchise-Rekorde. Am Ende der Saison 2005/06 wurde er in das Second All-Star Team gewählt und bereits zuvor für das alljährliche All-Star Game nominiert. Anschließend zog es ihn in die Ontario Hockey League (OHL), wo er zunächst für die Kitchener Rangers und anschließend für die Kingston Frontenacs auf dem Eis stand. Dabei wurde er 2007 als Torhüter mit den meisten Shutouts für das OHL All-Star Game nominiert und teamintern als wertvollster Spieler der Rangers mit der Jim Malleck Memorial Trophy ausgezeichnet.
Nach seiner Juniorenzeit spielte er in kurzer Abfolge für verschiedene Klubs der East Coast Hockey League (ECHL), dabei wurde er 2009 für das ECHL All-Star Game nominiert. Er kam in dieser Zeit aber bei Syracuse Crunch auch zu seinem einzigen Einsatz in der American Hockey League (AHL). Im Sommer 2010 wagte er erstmals den Sprung nach Europa, wo er eine Saison für den serbischen Hauptstadtklub HK Partizan Belgrad in der Slohokej Liga spielte. Dort wurde er mit der besten Fangquote und dem geringsten Gegentorschnitt auch zum besten Torhüter der Liga gewählt und trug maßgeblich zum Titelgewinn von Partizan bei. Nach diesem Erfolg kehrte er in die Vereinigten Staaten zurück, wo er für die Rio Grande Valley Killer Bees und die Quad City Mallards in der Central Hockey League (CHL) spielte. 2013 kehrte er nach Europa zurück und spielt dort – unterbrochen nur von einem Jahr in Kasachstan – seither für polnische Vereine. Bereits bei seiner ersten Station, dem KH Sanok, wurde er im Jahr 2014 Polnischer Meister. Diesen Erfolg konnte er 2018, 2019 und 2020 mit dem GKS Tychy wiederholen. Mit den Schlesiern gewann er zudem 2018 den polnischen Eishockeypokal. Er selbst erreichte 2019 und 2021 die beste Fangquote und den geringsten Gegentorschnitt der Polska Hokej Liga. 2021 wechselte er zum Ligakonkurrenten GKS Katowice, mit dem er 2022 und 2023 erneut Polnischer Meister wurde. Auch in seiner Kattowitzer Zeit erreichte er 2022 wiederum die beste Fangquote und den geringsten Gegentorschnitt der Liga.

### International
Nach seiner Einbürgerung gab Murray sein Debüt in der polnischen Nationalmannschaft bei den Spielen der Division I der Weltmeisterschaft 2018. In den Folgejahren vertrat er seine Wahlheimat bei den Division-I-Turnieren der Weltmeisterschaften 2019, 2022, als er mit der zweitbesten Fangquote und dem zweitgeringsten Gegentorschnitt – jeweils nach dem Ukrainer Dmytro Kubrytskyj – zum besten Torwart des Turniers gewählt wurde, und 2023, als den Polen nach mehr als 20 Jahren erstmals wieder der Aufstieg in die Top-Division gelang, wozu er mit der zweitbesten Fangquote und dem zweitgeringsten Gegentorschnitt – jeweils nach dem Briten Ben Bowns – maßgeblich beitrug. Dort spielte er dann bei der Weltmeisterschaft 2024. Zudem spielte Murray für Polen bei der Olympia-Qualifikation für die Winterspiele 2022 in Peking.

## Erfolge und Auszeichnungen
| - 2006 Teilnahme am USHL All-Star Game - 2006 USHL Second All-Star Team - 2007 Teilnahme am OHL All-Star-Game - 2007 Meiste Shutouts in der Ontario Hockey League - 2009 Teilnahme am ECHL All-Star Game - 2011 Gewinn der Slohokej Liga mit dem HK Partizan Belgrad - 2011 Beste Fangquote, geringster Gegentorschnitt und bester Torhüter der Slohokej Liga - 2014 Polnischer Meister mit dem KH Sanok - 2018 Polnischer Meister und Pokalsieger mit dem GKS Tychy | - 2019 Polnischer Meister mit dem GKS Tychy - 2019 Beste Fangquote und geringster Gegentorschnitt der Polska Hokej Liga - 2020 Polnischer Meister mit dem GKS Tychy - 2021 Beste Fangquote und geringster Gegentorschnitt der Polska Hokej Liga - 2022 Polnischer Meister mit dem GKS Katowice - 2021 Beste Fangquote und geringster Gegentorschnitt der Polska Hokej Liga - 2023 Polnischer Meister mit dem GKS Katowice |

### International
- 2022 Aufstieg in die Division I, Gruppe A, bei der Weltmeisterschaft der Division I, Gruppe B
- 2022 Bester Torhüter bei der Weltmeisterschaft der Division I, Gruppe B
- 2023 Aufstieg in die Top-Division bei der Weltmeisterschaft der Division I, Gruppe A